# Сканстул
Сканстул је област у Содермалму у Стокхолму. Сканстул повезује саобраћај између унутрашњости града и јужног дела Стокхолма и његових предграђа. Сканстул је првобитно била градска јужна наплатна станица, али је наплатна станица уклоњена 1857. године. 
Метро Сканстул је отворен 1950. 59° 18′ 28″ N 18° 04′ 33″ E / 59.30778° С; 18.07583° И